# Círculo polar
Círculos polares são o Círculo Ártico ou o Círculo Antártico. Na Terra, o Círculo Ártico está localizado a uma latitude de 66°33′48.9″ N e o Círculo Antártico está localizado a uma latitude de 66°33′48.9″ S.
Por simetria tais linhas justapõem-se a dois dos paralelos geográficos do planeta. Ao paralelo assim selecionado no hemisfério norte dá-se o nome de Círculo Polar Ártico, e  ao paralelo assim selecionado no hemisfério sul dá-se o nome de Círculo Polar Antártico.
Nas regiões entre os dois círculos polares verifica-se sempre um nascer e um ocaso da estrela central (o Sol no caso da Terra) a cada dia. Sobre cada um dos círculos polares, em uma  data do ano não se verifica o nascer, e em outra não se verifica o poente da estrela, havendo pois um dia sem iluminação e outro sem umbra estelar ao longo do ano. Para regiões entre cada um dos círculos polares e seu respectivo polo, quanto mais juntas ao polo, maior o número de dias consecutivos sob iluminação contínua (sem ocaso) e maior o número de dias sob umbra contínua (sem o amanhecer), verificando-se o extremo para tais períodos justamente nos polos.